# Brit Awards 2013
Les Brit Awards 2013 ont lieu le 20 février 2013 à l'O2 Arena à Londres. Il s'agit de la 33e cérémonie des Brit Awards, présentée par James Corden et diffusée en direct à la télévision sur la chaîne ITV.
Le Brit Award de la révélation internationale n'est plus attribué, celui du meilleur artiste britannique sur scène fait sa réapparition pour cette édition seulement après quatre années d'absence, et un nouveau prix est remis : meilleur succès global.
Le design de la statuette remise aux vainqueurs est l'œuvre de Damien Hirst. 

## Interprétations sur scène
Plusieurs chansons sont interprétées lors de la cérémonie :
- Muse : Supremacy
- Robbie Williams : Candy
- Justin Timberlake: Mirrors
- One Direction : One Way or Another (Teenage Kicks)
- Taylor Swift: I Knew You Were Trouble
- Ben Howard : Only Love
- Emeli Sandé : Clown / Next to Me
- Mumford and Sons : I Will Wait (en)

## Palmarès
Les lauréats apparaissent en caractères gras.

### Meilleur album britannique
- Our Version of Events d' Emeli Sandé
  - An Awesome Wave de Alt-J
  - Fall to Grace de Paloma Faith
  - Babel de Mumford and Sons
  - Ill Manors de Pland B

### Meilleur single britannique
- Skyfall d' Adele
  - Impossible de James Arthur
  - Too Close d'Alex Clare
  - Princess of China de Coldplay et Rihanna
  - Hot Right Now de DJ Fresh feat. Rita Ora
  - Spectrum (Say My Name) de Florence and the Machine
  - Domino de Jessie J
  - Beneath Your Beautiful de Labrinth feat. Emeli Sandé
  - Troublemaker d'Olly Murs feat. Flo Rida
  - R.I.P. de Rita Ora feat. Tinie Tempah
  - Mama Do the Hump de Rizzle Kicks
  - Feel the Love de Rudimental feat. John Newman
  - Next to Me d'Emeli Sandé
  - Black Heart de StooShe
  - Candy de Robbie Williams

### Meilleur artiste solo masculin britannique
- Ben Howard
  - Calvin Harris
  - Olly Murs
  - Plan B
  - Richard Hawley

### Meilleure artiste solo féminine britannique
- Emeli Sandé
  - Bat for Lashes
  - Paloma Faith
  - Jessie Ware
  - Amy Winehouse

### Meilleur groupe britannique
- Mumford and Sons
  - Alt-J
  - Muse
  - One Direction
  - The xx

### Révélation britannique
- Ben Howard
  - Alt-J
  - Jake Bugg
  - Rita Ora
  - Jessie Ware

### Meilleur producteur britannique
- Paul Epworth
  - Damon Albarn
  - Jake Gosling

### Meilleur artiste britannique sur scène
- Coldplay
  - Mumford and Sons
  - Muse
  - The Rolling Stones
  - The Vaccines

### Choix des critiques
- Tom Odell
  - AlunaGeorge
  - Laura Mvula

### Meilleur artiste solo masculin international
- Frank Ocean
  - Michael Bublé
  - Gotye
  - Bruce Springsteen
  - Jack White

### Meilleure artiste solo féminine internationale
- Lana Del Rey
  - Cat Power
  - Alicia Keys
  - Rihanna
  - Taylor Swift

### Meilleure groupe international
- The Black Keys
  - Alabama Shakes
  - fun.
  - The Killers
  - The Script

### Meilleur succès global
- One Direction

### Prix de reconnaissance spéciale
- War Child (en)

Note : War Child est une Organisation non gouvernementale.

## Artistes à nominations multiples
- 4 nominations :
  - Emeli Sandé

- 3 nominations :
  - Alt-J
  - Mumford & Sons
  - Rita Ora

- 2 nominations :
  - Coldplay
  - Paloma Faith
  - Ben Howard
  - Olly Murs
  - Muse
  - Plan B
  - Rihanna
  - Jessie Ware

## Artistes à récompenses multiples
- 2 récompenses :
  - Ben Howard
  - Emeli Sandé